# Războaiele sandvișului cu pui

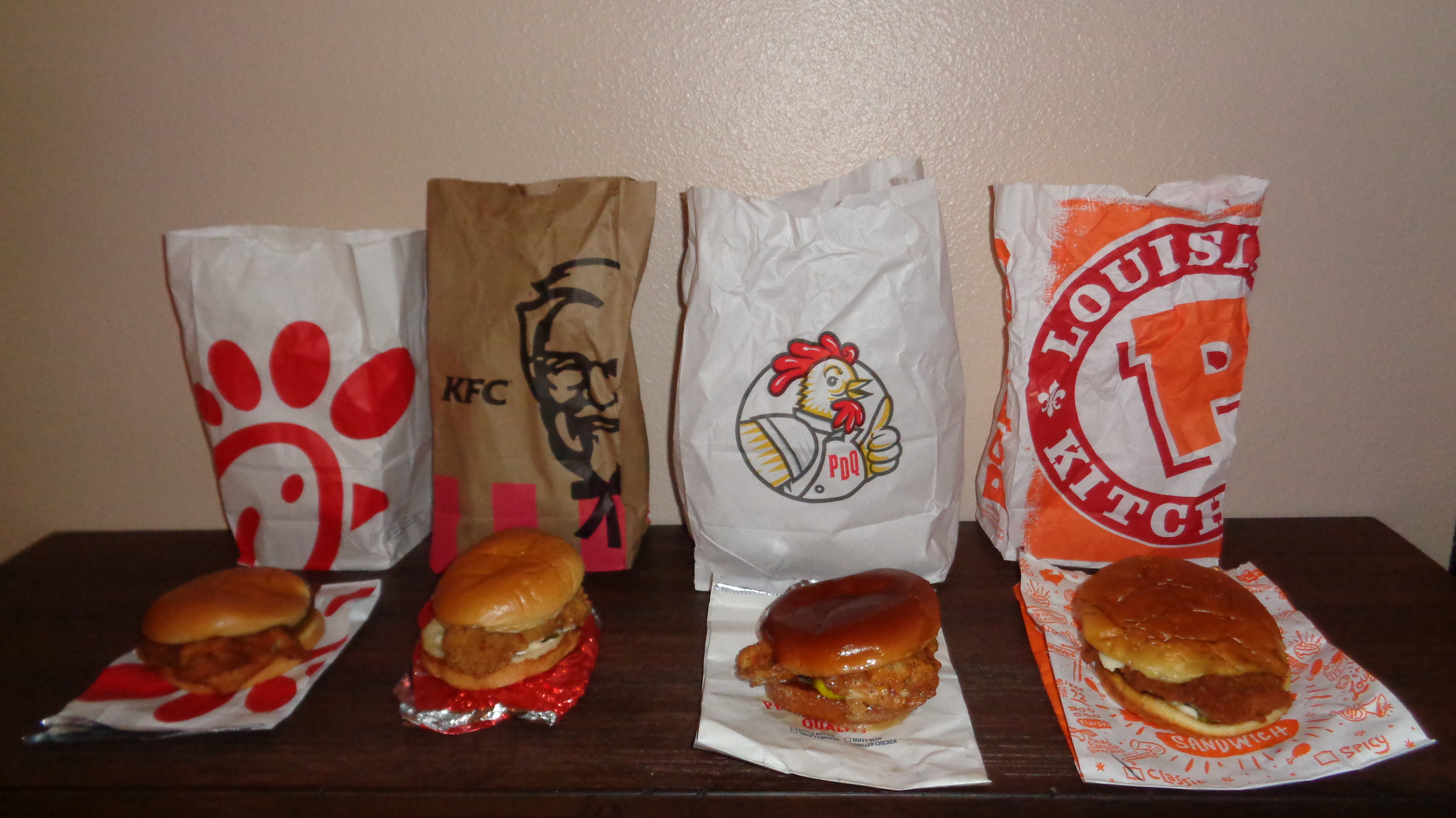
Sandvișuri cu pui prăjit cumpărate de la (de la stânga la dreapta) Chick-fil-A, KFC, PDQ și Popeyes în 2019

Războaiele sandvișului cu pui au fost o tendință de marketing în Statele Unite, în timpul căreia numeroase lanțuri de restaurante americane de servire rapidă au introdus în meniurile lor sandvișuri cu pui prăjit. Fenomenul a început în 2019, când Popeyes și Chick-fil-A au disputat care dintre ei a fost primul care a servit un astfel de produs. Peste 20 de mărci de fast-food americane au adăugat sandvișuri cu pui prăjit în meniurile lor în următorii doi ani.

## Istoric
În august 2019, Popeyes a lansat un nou sandviș cu pui prăjit, declanșând o competiție intensă cu Chick-fil-A, care era deja cunoscut pentru acest tip de produs. Disputa a devenit virală pe rețelele sociale, cu milioane de postări și reacții, iar cererea pentru sandvișul Popeyes a depășit rapid așteptările, ducând la epuizarea stocurilor în multe locații.
Ulterior, alte lanțuri precum KFC, McDonald's, Wendy's, Burger King, Jack in the Box și Shake Shack au introdus sau au promovat propriile versiuni de sandvișuri cu pui prăjit, intensificând competiția pe piață.

## Impact
Războaiele sandvișului cu pui au dus la creșterea vânzărilor pentru multe lanțuri de fast-food și au generat o atenție mediatică semnificativă. Popeyes a raportat o creștere record a vânzărilor după lansarea produsului, iar alte companii au investit masiv în campanii de marketing și dezvoltarea de noi rețete pentru a atrage clienți.

## Reacții în social media
Fenomenul a fost amplificat de rețelele sociale, unde utilizatorii au postat recenzii, meme-uri și comparații între diferitele sandvișuri. Hashtag-uri precum #ChickenSandwichWars și #PopeyesChickenSandwich au devenit virale pe Twitter și Instagram.

## Istorie

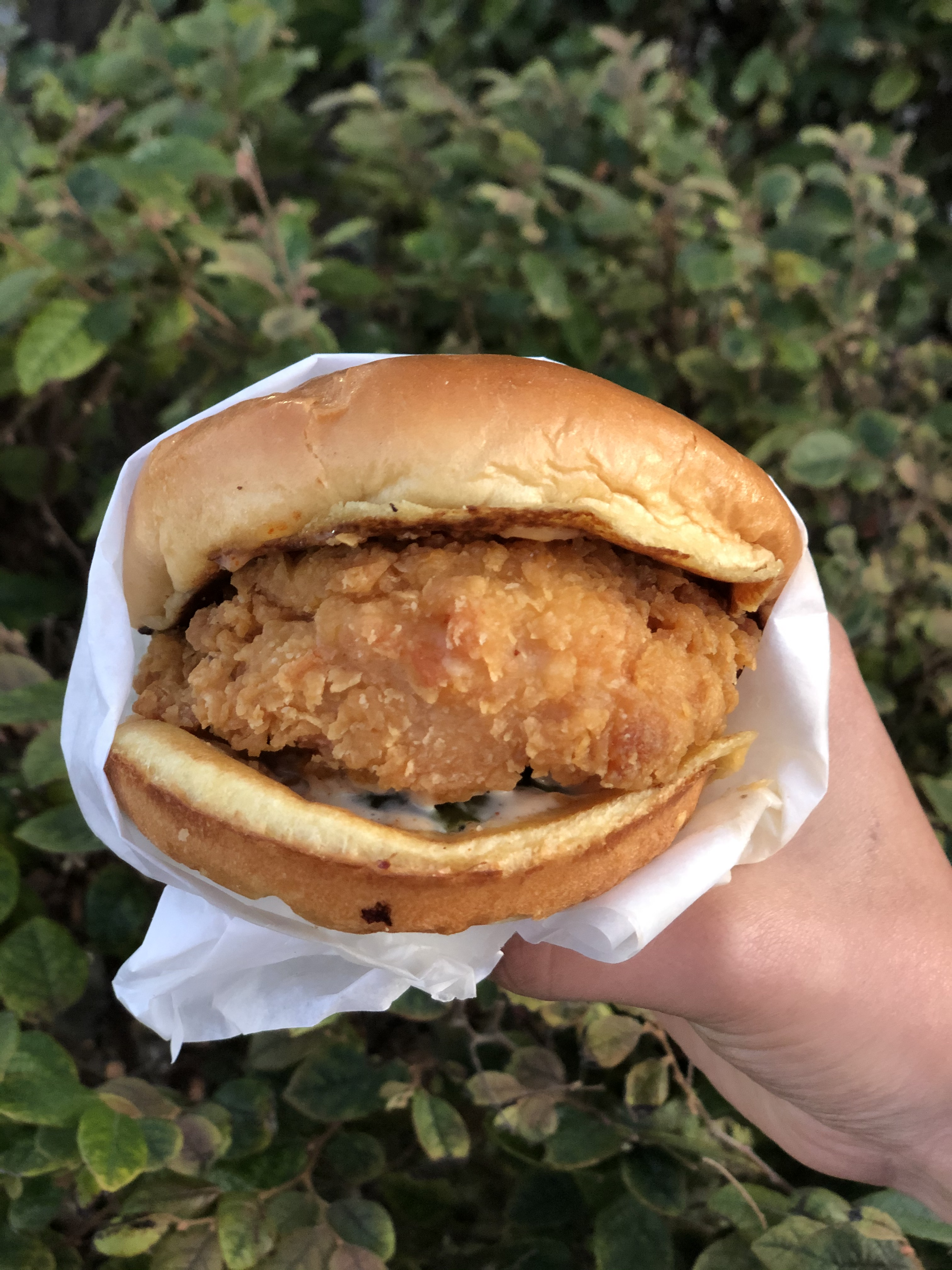
Lanțul american Popeyes și-a prezentat sandvișul cu pui prăjit în 2019

Pe 12 august 2019, Popeyes a introdus în meniul său un sandviș cu pui prăjit, o adăugare care a determinat Chick-fil-A (un lanț care și-a văzut creșterea cotei de piață în secolul 21, susținut de creșterea consumului american de pui) să pretindă – într-un Tweet – că propriul său sandviș cu pui prăjit a precedat sandvișul lui Popeyes. A urmat un tête-à-tête pe rețelele de socializare între cele două lanțuri de restaurante, despre care The New York Times a raportat că „a captivat internetul timp de... [o] săptămână și jumătate”.
Până la sfârșitul anului 2019, Popeyes a văzut creșterea vânzărilor cu 38%, creșterea afacerilor fiind în mare parte atribuită noului său sandviș cu pui. Într-un episod din noiembrie din serialul de comedie Saturday Night Live, Harry Styles a jucat într-o schiță care parodia popularitatea sandvișului cu pui Popeyes.
Ca răspuns la popularitatea meniului Popeyes, lanțuri de fast-food suplimentare au adăugate sau extinse, oferind sandvișuri cu pui prăjit în propriile meniuri. Până în ianuarie 2021, peste 20 de mărci americane de fast-food au introdus sau relansat sandvișuri cu pui. Pe lângă Popeyes și Chick-fil-A, au inclus: Golden Chick, KFC, Fatburger, Church's Chicken, Wendy's, BurgerFi, Zaxby's, Fuku, Jack in the Box, Sonic, Carl's Jr., Shake Shack, Boston Market, McDonald's, Pollo Campero, Taco Bell (care a introdus Chicken Sandwich Taco), Bojangles, Panera Bread, Burger King și Panda Express (care a introdus Orange Chicken Sandwich). Într-o cascadorie de marketing din iulie 2021, Airheads Candy a introdus în ediție limitată, un sandviș nou cu pui, împreună cu restaurantul din Chicago Frances' Deli & Brunchery. Sandvișul a fost servit pe o chiflă făcută din bomboana acrișoară.
Popeyes a cerut un armistițiu pe 28 iulie 2021, ca parte a unei promoții pentru un produs din meniu - 8 nuggets de pui, „We Come in Piece”. Popeyes a mai achiziționat $1.000.000 de nuggets de pui de la concurenții săi și le-a donat către Second Harvest Bank din Greater New Orleans și Acadiana. Războaiele sandvișului cu pui au devenit „mai puțin intense” după 2021, iar preferințele consumatorilor pentru sandvișurile cu pui s-au schimbat puțin din acel moment până în 2023. Analistul de proteine Rabobank, Christine McCracken, a speculat că prețurile ridicate la carne de vită ar putea duce la reapariția conflictului.

## Impact economic
Potrivit Edison Trends, „cheltuielile online pentru sandvișuri cu pui în toate restaurantele combinate din această analiză au crescut cu 420% între ianuarie 2019 și decembrie 2020”. Acest lucru a fost probabil determinat de trecerea în mediul online în timpul pandemiei. În aprilie 2021, francizații McDonald's vindeau aproximativ 262 de sandvișuri cu pui pe zi.
Datorită debutului și intensității războaielor sandvișului cu pui, combinate cu întreruperile existente ale lanțului de aprovizionare cauzate de pandemia COVID-19 în Statele Unite, au fost raportate penurii de pui în Statele Unite începând cu primăvara anului 2021. Consiliul Național al Puilor a încercat să atenueze preocupările publice cu privire la întreruperile aprovizionării cu păsări de curte a națiunii, un purtător de cuvânt al consiliului afirmând în luna mai a acelui an că există „o aprovizionare foarte strânsă, fără lipsuri”. În aceeași lună, prețul puiului în Statele Unite a atins un record în trei ani, creșterea prețurilor fiind atribuită în principal de The Birmingham News Războiului sandvișului cu pui. Între timp, Popeyes a început să depoziteze pui înainte de extinderea planificată a meniului de vară.

## În cultura populară
- Podcastul My Brother, My Brother and Me a prezentat un segment „Munch Squad” din 2016 în care Justin McElroy citește comunicate de presă cu alimente bizare și materiale de marketing pentru un efect comic. Din 2019, segmentul a devenit dominat de Războaiele sandvișului cu pui.[17]